# Briam Acosta
Briam Eduardo Acosta Arellano (Treinta y Tres, Uruguay, 7 de septiembre de 1997) es un futbolista uruguayo que juega como centrocampista en Deportes Copiapó de la Primera B de Chile.

## Trayectoria
Como juvenil, formó parte de las divisiones inferiores de San Lorenzo de Treinta y Tres y Juventud Las Piedras. Debutó profesionalmente con Juventud en una derrota 0-3 ante Nacional el 19 de agosto de 2017.
En 2019, firmó con Danubio de la Primera División de Uruguay y fue cedido a Atenas de San Carlos el segundo semestre de 2020. Terminado su contrato con Danubio, firmó nuevamente con Atenas en 2021, para en 2023 firmar con Rampla Juniors. Durante 2024, jugó para Cerro Largo y Deportivo Maldonado.
En 2025, se trasladó a Chile, firmando con Deportes Copiapó de la Liga de Ascenso, junto a su compatriota Jairo Coronel.

## Clubes
| Club                 | País    | Año       |
| -------------------- | ------- | --------- |
| Juventud Las Piedras | Uruguay | 2017-2018 |
| Danubio              | Uruguay | 2019-2021 |
| → CA Atenas (cedido) | Uruguay | 2020      |
| CA Atenas            | Uruguay | 2021-2022 |
| Rampla Juniors       | Uruguay | 2023      |
| Cerro Largo          | Uruguay | 2024      |
| Deportivo Maldonado  | Uruguay | 2024      |
| Deportes Copiapó     | Chile   | 2025-Act. |